# Corfélix
Corfélix je francouzská obec v departementu Marne v regionu Grand Est. Žije zde 109 obyvatel.

## Geografie

### Sousední obce
| Růžice kompasu |                 | Le Thoult-Trosnay             | Bannay           | Růžice kompasu |
| Růžice kompasu | Boissy-le-Repos | Sever                         | Talus-Saint-Prix | Růžice kompasu |
| Růžice kompasu | Boissy-le-Repos | Corfélix                      | Talus-Saint-Prix | Růžice kompasu |
| Růžice kompasu | Boissy-le-Repos | Jih                           | Talus-Saint-Prix | Růžice kompasu |
| Růžice kompasu | Charleville     | La Villeneuve-lès-Charleville | Soizy-aux-Bois   | Růžice kompasu |